# Stanislav Slavický
Stanislav Slavický (21. listopadu 1944 Frýdek-Místek – 14. listopadu 2024 Praha) byl český kulturní antropolog, publicista, filmový dokumentarista a diplomat. V letech 1999 až 2005 byl velvyslancem na Filipínách a mezi roky 2008 a 2011 ve Venezuele a Karibiku. Po sametové revoluci byl poradcem prezidenta Václava Havla pro Asii, Afriku a Latinskou Ameriku (1990–1999).

## Život
Původní profesí byl divadelní antropolog. Vystudoval teatrologii na FF UK (1973), pracoval jako expert na etnické divadlo v Asii, Africe a Latinské Americe v Divadelním ústavu (do r. 1989), publikoval řadu studií o scénickém umění a obřadech v Indii, Japonsku a Jihovýchodní Asii, v Černé Africe a Latinské Americe.
Po roce 1990 se jako poradce prezidenta Václava Havla podílel na koncepční přípravě jeho cest do Asie a Latinské Ameriky. Doporučil V. Havlovi nominovat na Nobelovu cenu míru Aung San Suu Kyi a vedl jejich tajnou korespondenci. Během Havlovy cesty do Tokia a Hirošimy v roce 1996 spoluvytvářel s Elie Wieselem projekt konference Forum 2000. O Havlových cestách do Asie a Jižní Ameriky natočil několik televizních dokumentů (ČT, TV Nova, TV Prima).
Paralelně přednášel na FFUK a na AMU kulturní a divadelní antropologii.

## Diplomatická a tvůrčí kariéra
V průběhu mise na Filipínách byl vicedoyenem diplomatického sboru. S podporou prezidentů V. Havla, F. Ramose a C. Aquinové se zasadil o megaprojekt české rychlodráhy v Manile. Od prezidentky Arroyové obdržel v roce 2005 nejvyšší státní vyznamenání, Řád Sikatuna. V zastoupení ministrů zahraničí ČR navázal v roce 2004 diplomatické vztahy s Republikou Palau a Federací Mikronésie, a v roce 2010 se Svatým Kryštofem a Nevisem.
Během své mise ve Venezuele významně přispěl k posílení demokratických sil a lidských práv pořádáním konferencí, výstav a mediálních vystoupení.
Během diplomatických misí se Stanislav Slavický rovněž věnoval jako kameraman a fotograf dokumentaci málo známých etnických obřadů v odlehlých místech zemí, kde pobýval (Pacifik, Karibik). V České televizi autorsky vytvořil několik dokumentárních filmů: Magie Venezuely, 50 min, 2012 Přístupné online; Filipíny – Pašije a Fiesty, 55 min, 2007 Přístupné online. Mezi další významné dokumenty patří film o religiózních tradicích Japonska Hry bohů a démonů (ČST 1991), Rituál Barong na Bali (TV Prima 1998), ale i seriál TV dokumentů o cestách V. Havla do Indie, Thajska (Asijské inspirace, TV Nova 1994), do Austrálie a Filipín (Zpráva z Pacifiku, TV Nova 1996), do Brazílie, Argentiny, Chile a na Velikonoční ostrov (Pod Jižním křížem, TV Prima 1997).
Profesi kulturního antropologa dále uplatňoval v publikaci esejí se vzácnou fotodokumentací.
Nakladatelství Gallery vydalo v roce 2008 publikaci Filipíny – Pašije a fiesty (viz Filipíny: Literatura)
V roce 2011 publikoval studii Scénické tradice Jihovýchodní Asie, DISK 38, DAMU 2011.
Po návratu z diplomatické mise v Karibiku působil jako konzultant konference Forum 2000.
V roce 2013 publikoval monografii Scénické tradice Latinské Ameriky (KANT, Praha) a v roce 2015 monografii Scénické tradice jihovýchodní Asie (KANT, Praha).